# Volvo C30

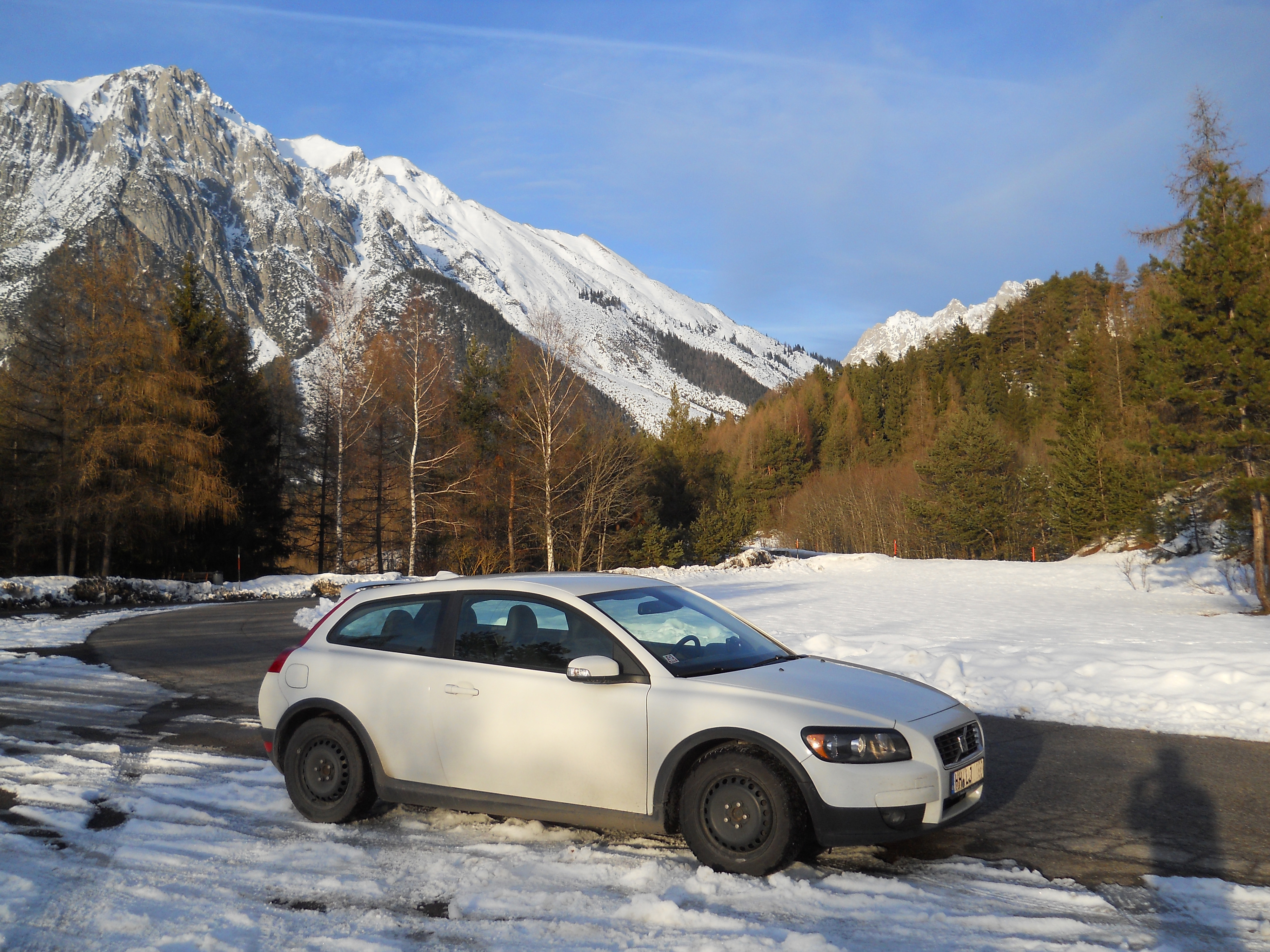
Volvo C30, bouwjaar 2008 (voor de facelift) op de Fernpas

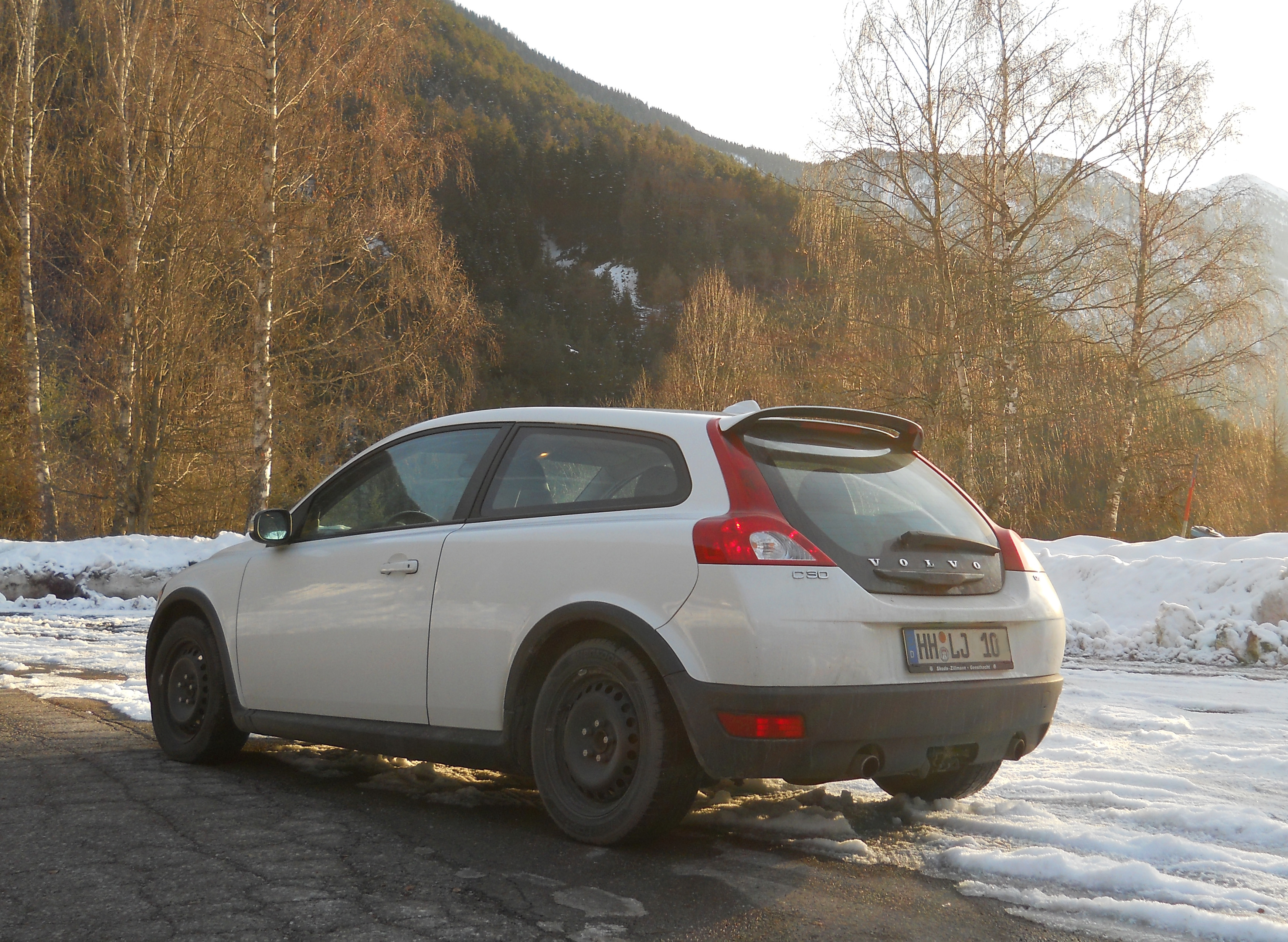
Achterzijde van de C30

De Volvo C30 is een hatchback van het Zweedse automerk Volvo.
De Volvo C30 is min of meer de opvolger van de Volvo 480ES en de Volvo P1800ES. Dit is duidelijk te zien aan onder meer de glazen achterklep en de vier stoelen in plaats van de gebruikelijke twee voorstoelen en een achterbank. In feite is de C30 een 20 centimeter ingekorte S40. De C30 behoort tot de modelserie C30, S40 en de V50, die allemaal gebaseerd zijn op het Ford C1-platform (bij Volvo P1-platform genoemd). Dit platform is ook gebruikt voor de Ford Focus.
De Volvo C30 is in het segment van de luxere hatchbacks geplaatst om de BMW 1-serie en de Audi A3 te beconcurreren.
In januari 2006 werd op de North American International Auto Show in Detroit een conceptauto van de C30 gepresenteerd. Volvo kreeg lovende kritiek op de C30 en de productieversie week dan ook niet veel af van de conceptwagen. In september 2006 werd de productieversie voor het eerst aan het publiek getoond op de Mondial de l'Automobile in Parijs.

## Motoren
| Ottomotoren                  |                |                |                                |                            |                                                                |                     |
| Model                        | Cilinderinhoud | Cilinderaantal | Vermogen                       | Koppel                     | Transmissie                                                    |                     |
| 1.6                          | 1596 cm³       | 4              | 74 kW (100 pk) bij 6000 min−1  | 150 Nm bij 4000 min−1      | 5-versnellingsbak-handgeschakeld                               | 10-2006 tot 10-2010 |
| 1.8                          | 1798 cm³       | 4              | 92 kW (125 pk) bij 6000 min−1  | 165 Nm bij 4000 min−1      | 5-versnellingsbak-handgeschakeld                               | 10-2006 tot 11-2009 |
| 2.0                          | 1999 cm³       | 4              | 107 kW (145 pk) bij 6000 min−1 | 185 Nm bij 4500 min−1      | 5-versnellingsbak-handgeschakeld                               | sinds 10-2006       |
| 2.4i                         | 2435 cm³       | 5              | 125 kW (170 pk) bij 6000 min−1 | 230 Nm bij 4400 min−1      | 5-versnellingsbak-handgeschakeld, 5-versnellingsbak-Geartronic | 10-2006 tot 04-2010 |
| T5                           | 2521 cm³       | 5              | 162 kW (220 pk) bij 5000 min−1 | 320 Nm bij 1500–4800 min−1 | 6-versnellingsbak-handgeschakeld, 5-versnellingsbak-Geartronic | 10-2006 tot 01-2008 |
| T5                           | 2521 cm³       | 5              | 169 kW (230 pk) bij 5000 min−1 | 320 Nm bij 1500–5000 min−1 | 6-versnellingsbak-handgeschakeld, 5-versnellingsbak-Geartronic | sinds 01-2008       |
| Flexible Fuel Vehicles (FFV) |                |                |                                |                            |                                                                |                     |
| 1.8F                         | 1798 cm³       | 4              | 92 kW (125 pk) bij 6000 min−1  | 165 Nm bij 4000 min−1      | 5-versnellingsbak-handgeschakeld                               | 10-2006 tot 11-2009 |
| 2.0F                         | 1999 cm³       | 4              | 107 kW (145 pk) bij 6000 min−1 | 185 Nm bij 4500 min−1      | 5-versnellingsbak-handgeschakeld                               | sinds 01-2009       |
| Dieselmotoren                |                |                |                                |                            |                                                                |                     |
| DRIVe                        | 1560 cm³       | 4              | 80 kW (109 pk) bij 4000 min−1  | 240 Nm bij 1750 min−1      | 5-versnellingsbak-handgeschakeld                               | 10-2006 tot 09-2010 |
| DRIVe                        | 1560 cm³       | 4              | 84 kW (115 pk) bij 3600 min−1  | 270 Nm bij 1750–2500 min−1 | 5-versnellingsbak-handgeschakeld                               | sinds 10-2010       |
| D2                           | 1560 cm³       | 4              | 84 kW (115 pk) bij 3600 min−1  | 270 Nm bij 1750–2500 min−1 | 6-versnellingsbak-handgeschakeld                               | sinds 04-2010       |
| 2.0 D                        | 1997 cm³       | 4              | 100 kW (136 pk) bij 4000 min−1 | 320 Nm bij 2000 min−1      | 6-versnellingsbak-handgeschakeld, 6-versnellingsbak-Powershift | 10-2006 tot 04-2010 |
| D3                           | 1984 cm³       | 5              | 110 kW (150 pk) bij 3500 min−1 | 350 Nm bij 1500–2750 min−1 | 6-versnellingsbak-handgeschakeld, 6-versnellingsbak-Geartronic | sinds 04-2010       |
| D4                           | 1984 cm³       | 5              | 130 kW (177 pk) bij 3500 min−1 | 400 Nm bij 1750–2750 min−1 | 6-versnellingsbak-handgeschakeld, 6-versnellingsbak-Geartronic | sinds 04-2010       |
| D5                           | 2401 cm³       | 5              | 132 kW (180 pk) bij 4000 min−1 | 350 Nm bij 1750–3250 min−1 | 6-versnellingsbak-handgeschakeld, 5-versnellingsbak-Geartronic | sinds 04-2010       |

- Alle dieselmotoren hebben een roetfilter.
- De motoren komen van verschillende firma's: Volvo (alle 5-cilindermotoren), PSA (4-cilinder-dieselmotoren) en Ford (4-cilinder-benzinemotoren)

Huidige modellen:
EC40 · 
EX30 · 
S60-V60 · 
S90-V90 · 
XC40 · 
XC60 · 
XC90 · 
EX90
Modellen geïntroduceerd na 1965:
100-serie · 
164 · 
200-serie · 
262C · 
66 ·
300-serie · 
400-serie ·
480 ·
700-serie · 
850 · 
900-serie · 
C30 · 
C70 · 
S40 · 
S70 · 
S80 · 
V40 ·
V40 Classic ·
V50 · 
V70-XC70
Modellen geïntroduceerd voor 1965:
ÖV4 · 
PV4 · 
PV650-serie ·
TR670-serie ·
PV36 ·
PV800-serie ·
PV50-serie · 
PV444 ·
PV60 ·
Duett ·
P1900 ·
Amazon · 
PV544 ·
P1800
Conceptauto's:
Philip ·
VESC ·
ECC ·
YCC ·
ReCharge ·
Concept You